# Mike Osborne
Mike Osborne (* 28. September 1941 in Hereford; † 19. September 2007 ebenda) war ein britischer Jazzmusiker (Altsaxophon, Klarinette sowie Komposition).  

## Leben und Wirken
Osborne spielte zunächst Violine und studierte Anfang der 1960er an der Guildhall School of Music and Drama Klarinette. Zwischen 1962 und 1972 arbeitete er regelmäßig bei Mike Westbrook. Sein eigenes, langjähriges Trio mit Harry Miller und Louis Moholo bildete einen der Kerne von Chris McGregors Brotherhood of Breath, in der er bis Ende der 1970er tätig war. Daneben arbeitete er mit Alan Skidmore und John Surman im Saxophontrio S.O.S. Mitte der 1970er trat er weiterhin mit Stan Tracey auf, im Duo und auch in größeren Besetzungen. Ferner arbeitete er mit Michael Gibbs, Kenny Wheeler, Humphrey Lyttelton, John Warren, Harry Beckett, Norma Winstone und Keith Tippett. Unter seinen Einspielungen ist Marcel’s Muse (1977) hervorzuheben. 
Zwischen 1969 und 1973 zeichnete der Melody Maker Osborne jährlich als besten Altsaxophonisten Großbritanniens aus. Gesundheitliche Probleme zwangen ihn 1982 zum Rückzug von der Jazzszene. Er starb an Lungenkrebs.

## Diskographie (Auswahl)
- Mike Osborne Outback (mit Harry Beckett, Chris McGregor, Harry Miller, Louis Moholo) (Turtle 1970 bzw. FMR Records 1994)
- Mike Osborne Shapes (mit Alan Skidmore, John Surman, Earl Freeman, Harry Miller, Louis Moholo; rec. 1972, FMR Records 1999)
- Mike Osborne & Stan Tracey: Original (Cadillac Records 1973)
- Mike Osborne Trio: Border Crossing (Ogun Records 1974)
- Mike Osborne Trio: All Night Long (Live at Willisau) (Ogun Records 1976)
- Mike Osborne/Stan Tracey Duo (Cadillac Records)
- Tandem: Mike Osborne/Stan Tracey Live at the Bracknell Festival (Ogun Records 1977)
- Mike Osborne Quintet: Marcel's Muse (Ogun Records 1977)
- Force of Nature (Reel Recordings, rec. 1980/81, ed. 2008)